# Leonville
Leonville é uma cidade  localizada no estado americano de Luisiana, na Paróquia de St. Landry.

## Demografia
Segundo o censo americano de 2000, a sua população era de 1007 habitantes.
Em 2006, foi estimada uma população de 1030, um aumento de 23 (2.3%).

## Geografia
De acordo com o United States Census Bureau tem uma área de
6,9 km², dos quais 6,9 km² cobertos por terra e 0,0 km² cobertos por água.

## Localidades na vizinhança
O diagrama seguinte representa as localidades num raio de 12 km ao redor de Leonville.